# クイズ&バラエティすくすく犬福
『クイズ&バラエティ すくすく犬福』（クイズアンドバラエティ すくすくいぬふく）は、ビデオシステムより1998年に発売されたアーケードゲーム。
続編『クイズ＆バラエティ すくすく犬福2〜もっとすくすく〜』についても本項で述べる。

## 概要
クイズとミニゲームによって、「犬福」という犬に類似した架空の生物を育成するゲーム。

### シリーズ作品
クイズ&バラエティ すくすく犬福
1998年稼動開始、アーケードゲーム。ビデオシステムより発売。
すくすく犬福
2004年8月5日発売、PlayStation 2ソフト。ハムスターより発売。2005年7月25日に『すくすく犬福 HAMSTER The Best』のタイトルで廉価版が発売。
上記の移植版。移植に際しグラフィックが新規に描き起こされている。
クイズ＆バラエティ すくすく犬福2〜もっとすくすく〜
2007年3月24日稼動開始、アーケードゲーム。ハムスター開発、エイエムアイより発売。同年8月23日にコンパイルハートよりPlayStation 2移植版が発売。

## ゲーム内容
1月～12月の1月ごとにステージが分かれており、おおむね次のような流れでステージが進行する。
1. その月に犬福に与えるエサを選ぶ。
2. 月ごとのイベントが発生、選択肢を選ぶ。
3. 選択肢によって異なるキャラクターと出会い、クイズが出題される。ノルマを消費するまで正解すればクリア。
4. その後、キャラクターによって異なるミニゲームが出現することがある。
5. クイズ及びミニゲームが終了すると、犬福の成長度合いが表示される。パラメーターによって犬福の種類が変わることもある。

- クイズで不正解になるか、ミニゲームがクリアできないとライフが1減らされ、0になるとゲームオーバー。
- 12月が終わると、それまでのプレイ内容に応じた最終形態に犬福が変化する。

月ごとに発生するイベントと、選択肢によって出会えるキャラは決まっている。そして各キャラに出会った回数が多いほど、そのキャラに関するシナリオが進行していくというアドベンチャーゲームのような要素も取り入れられている。このようなゲームシステムは後に発売された『クイズなないろDREAMS 虹色町の奇跡』などにも見られる。

## 登場人物
男性キャラは阪急電鉄の駅名、女性キャラクターの名前の多くは模型メーカーに由来する。
主人公
プレイヤーの分身。ゲーム中に顔は登場しないが、男性と思われる。
犬福
プレイヤーが育てる架空の生物。球型の身体に短い手足と耳、しっぽが付いており、犬に似た姿（犬張子の頭部をイメージすると分かりやすい）。幼い頃は手足が生えていない。鳴き声は「にょ」。プレイ内容に応じてさまざまなタイプの犬福に外見が変化する。
雑食だが辛いものは食べさせてはいけない。好物はチョコレートで、我を忘れるほどの勢いで食らい付く。
長谷その子（はせ そのこ）
登場作品(1、2)
高校生。ペットショップ「HASE」の店員。犬福「コロ」の飼い主。犬福の飼い方についてアドバイスをくれる。2では大学生になっている。
青島ふみ（あおしま - ）
登場作品(1、2)
和服姿の中学生の少女。犬福「はづき」の飼い主。主人公と出会うたびに様々なものをおごらせる。
柴島栄（くにじま　さかえ）
登場作品(1、2)
近所の交番に配属になった警察官。犬福「デポ」の飼い主。名古屋弁を話す。
南方有広（みなみかた　ありひろ）
登場作品(1)
銭湯「南方湯」の番頭。26歳。犬福「なまぞう」の飼い主。小学五年生と小学三年生の妹がいる。
板良エリー（いたら - ）
登場作品(1)
派手でセクシーな女性科学者。犬福型ロボット「メカ福」を開発している。ストーリーを進行させていくと彼女自身の驚くべき正体が明らかになる。
龍雲猫（ろん　ゆんまお）
登場作品(1、2)
中華料理屋の店員。犬福「ぱいろん」の飼い主。非常に食いしん坊。
大滝まい/りあ（おおたき - ）
登場作品(1)
双子の姉妹。趣味はコスプレ。まいは犬福「プーシカ」、りあは「チャイカ」の飼い主。銭湯の男湯の入口から入ろうとするところを呼び止められた際にまいが「つい昔の癖で」と答えているが、真相は不明。
龍吉(ロンチー)
登場作品(1、2)
犬福を虐待するのが大好きな謎の女。
曽根浩一（そね　こういち）
登場作品(1、2)
高校生。犬福「ロム」の飼い主。脱衣麻雀の影響か、ミニゲームでプレイヤーに敗北すると服を脱ぎだす。
岡町（おかまち）
登場作品(1、2)
高校生。勝負に負けるたびに服を脱ぎだす曽根を体を張って阻止している。
ライカ茨木（ - いばらき）
登場作品(1、2)
怪しい人と戦っている正義の味方らしい少年。犬福「チーグル」の飼い主。
田宮静香（たみや　しずか）
登場作品(1)
自衛官の女性。犬福「のこたん」の飼い主。
真尾まお（まお - ）
登場作品(1)
ビデオシステムのゲーム「ソニックウィングス」の登場人物。イベントで特定の条件を満たすと登場。
老紳士
登場作品(1、2)
時折町で出会う。彼の出すクイズに正解するとライフが回復する。
水無瀬（みなせ）
登場作品(1)
動物病院の院長。麻巳子という娘がいる。おっちょこちょいな性格のせいで妻に逃げられたらしい。
秋令斗(あき　れいと)
登場作品(1)
関西弁で話す女性。外見は幼いが年齢は20歳で既婚者。
郁瀬(いくせ)
登場作品(1、2)
研究者。対人恐怖症気味。
彩（あや）
登場作品(2)
犬福を愛する少女。本人は犬福をかわいがっているつもりなのだが強く抱きしめすぎている。
管理人
登場作品(2)
主人公の家の管理人である女性。京都弁で話す。
逆瀬川（さかせがわ）
登場作品(2)
流しのギタリスト。犬福「ちゅるる」の飼い主。
豊津（とよつ）
登場作品(2)
ラーメン店の店主。新しいラーメンの開発に試行錯誤している。
藤（ふじ）
登場作品(2)
動物病院の女性院長。
竜子（たつこ）
登場作品(2)
ケーキ屋の店員。犬福の撃退方法に手慣れている。
模型屋の看板娘
登場作品(2)
高校生。模型屋「ゴーリキー」の店員。本名は不明。犬福「クビンカ」の飼い主。
高槻（たかつき）
登場作品(2)
自称ジャーナリスト。犬福虐待女について調べている。ことわざを用いて説明しようとするが使うことわざを間違えている。
恩田（おんだ）
登場作品(2)
自衛官の女性。小鹿とは同い年。
小鹿（こじか）
登場作品(2)
自衛官の女性。犬福「りんどう」の飼い主。

## ミニゲーム
本作はストーリーの途中でミニゲームが発生する。
ミニゲームは以下の通り。(操作方法はアーケード版)

### 1に登場するミニゲーム
失敗したり負けたりするとライフが1失われる。
てけてけダッシュ相手と50M競争をする。1ボタンと2ボタンを交互に連打すると犬福が走る。2回フライングをしたり25秒を超えると失格。キャラクターによって速さが異なる。放っておくと犬福は寝てしまう。
犬福ファイト犬福の対戦格闘ゲーム。1ボタンでガード、2ボタンで弱攻撃、3ボタンで強攻撃、4ボタンでジャンプ。弱攻撃は攻撃力は低いが隙が小さい。強攻撃は攻撃力は高いが隙が大きい。2ボタンと3ボタンを同時に押すと必殺技を繰り出す。犬福の種類によって繰り出す技が異なる。このミニゲームは2人プレイ時にどちらかが強制的にライフが減らされる。
犬福ラブミーテンダーシューティングゲーム。自機は、1ボタンで左、2ボタンで右に移動する。3ボタンでショット。制限時間内に相手の宇宙船を破壊する。なお、2人プレイの場合はポイントが多い方が勝ちとなっているが制限時間内に破壊できた場合は負けてもライフが減らない。キャラクターによっては攻撃方法が違う。
しっぽぶんぶん1ボタンと2ボタン交互に連打するとしっぽを振る。しっぽを振ると台座が上昇する。先に99mmにするか台座が高い方が勝ちとなる。放っておくと犬福は寝てしまったり台座が下がってしまう。
ジャンプぱくジャンプは全てのボタン。吊るしたパンをタイミング良くジャンプして食べていく。多く食べたほうが勝ちとなっている。
犬福虐待女の恐怖難易度が高いミニゲーム。1ボタン連打で左、2ボタン連打で右に移動する。時間が0になるまで分銅をよけていく。潰されると負け。
犬福飯店1234のどれかから出てきた食べ物を食べていくゲーム。食べられない物を食べてしまうとタイムロス、カレーを食べてしまうとその場で失格。指定したノルマを達成できれば勝ち。カレーを食べてしまったりノルマを達成できなかったら負けとなる。

### 2に登場するミニゲーム
失敗してもライフが減らない代わりに難易度が高いミニゲームが多い。
犬福ファイトルールは前作と同じだが操作方法が変わっている。1ボタンで弱攻撃、2ボタンで強攻撃、3ボタンでジャンプ、4ボタンでガードとなっている。
てけてけダッシュTURBOルールと操作方法は前作と同じだが制限時間は35秒になっている。
ラブミーテンダー操作方法は前作とほぼ同じだが前後移動が追加されている。1ボタンと2ボタンを同時に押すと前進する。しばらくすると後退する。自機にライフが追加された。攻撃されるとライフが減っていき、0になると失敗。
カラスの攻撃を避けろ!!難易度が高いミニゲームの一つ。1ボタン連打で左、2ボタン連打で右に移動する。時間が0になるまでカラスを避けていく。カラスにぶつかると失敗。
ボールから落ちるな!!1ボタン連打で左、2ボタン連打で右に傾く。時間が0になるまで犬福をボールから落ちないようにする。ボールから落ちた時点で失敗。
落ちないように渡りきれ!!画面に表示されたボタンを左から全て押していく。1つでも外すと失敗。
ダッシュして受け止めろ!!難易度が高いミニゲームの一つ。ボタンを連打して落ちて来るりんどうを受け止めれば成功。ダッシュするタイミングが必要。
ターゲットを狙い撃て!!難易度が高いミニゲームの一つ。スコープがぬいぐるみの中心に来たらボタンを押す。ぬいぐるみが倒れたら成功。
ぬいぐるみをキャッチ!!1ボタンでアームが移動する。動いている状態で放すと下降する。ぬいぐるみを見事にキャッチできれば成功。アームの移動は、クレーンゲームとは思えないほどの速さなので注意。
予防接種を成功させろ!!1ボタンで左、2ボタンで右に注射器が移動する。4ボタンで落下。2人プレイの時は一匹外してしまっても、もう一匹に射す事が出来れば成功扱いになる。
暴走犬を止めろ!空手福限定のミニゲーム。1ボタンで攻撃。始まった瞬間、犬は猛スピードで来るので初見はまずクリア不可能。
タイヤを引っ張れ!!でぶ福限定のミニゲーム。1ボタンを連打してタイヤを引く。ノルマラインを越えると成功。
りんどうを討て!!りんどうを当てるゲーム。りんどうが居る場所にすばやくボタンを押すと成功。りんどう以外の物を当ててしまったりボタンを押すのが遅かったりすると失敗。
コインの場所を当てろ!!コインが入った湯呑を当てるゲーム。コインが入った湯呑を当てると成功。
分銅をよけろ!!難易度が高いミニゲームの一つ。ルールと操作は前作の犬福虐待女の恐怖と同じだが時間が30秒になっている。
相手を押し出せ!!難易度が高いミニゲームの一つ。1ボタンと2ボタンを交互に連打するとパワーが溜まる。相手を押し出せば成功。